# Wimpel
Een wimpel is een smalle strook stof, die boven aan een vlaggenmast wordt bevestigd. In tegenstelling tot een vlag wordt een wimpel maar één punt aan de  vlaggenmast vastgemaakt, in het algemeen met een touwtje dat bevestigd is aan een kort stokje, waaromheen het uiteinde van de wimpel is gewikkeld. Het andere uiteinde van de wimpel kan in één of twee punten uitlopen, die soms worden voorzien van kwasten.
Aan een vrijstaande vlaggenmast wordt soms een wimpel gehesen als er geen andere vlag hangt. Zo'n wimpel mag, in tegenstelling tot een niet verlichte vlag, dag en nacht gehesen blijven. Zie ook hieronder #Overige wimpels.
Op zee zijn, naast de wimpels die bij seinvlaggen worden gebruikt, vooral de oorlogswimpel en de kerkwimpel bekend.

## Nederland
Wimpels kan men als een typisch Nederlands fenomeen beschouwen. Nergens wordt er op zo'n typische manier gebruik van gemaakt als in Nederland. Het vindt haar historie bij de start van het Verenigd Koninkrijk der Nederlanden, waarbij het voor soeverein vorst Willem I der Nederlanden een zeer kostbare en onaanvaardbare keuze was geweest een operatie te starten om de Prinsenvlag opnieuw in te voeren als vlag voor de Nederlanden. In de Franse tijd werd er anti-orangistisch gevlagd met een vlag die leek op de Franse revolutionaire vlag (blauw wit rood). In de beginperiode van het Verenigd Koninkrijk der Nederlanden zocht men duidelijk weer een toevlucht in politieke stabiliteit en nationale iconen, en een oranje gekleurde wimpel was aanvaardbaar en betaalbaar middel om dit aan te tonen.

### Oranje wimpel
Tegenwoordig is er in Nederland nog steeds de oranje wimpel, die op verjaardagen van leden van het Koninklijk Huis samen met de Nederlandse vlag wordt gehesen. Het is de enige wimpel in Nederland waarvan het gebruik is voorgeschreven. Ook bij geboorte en huwelijk van leden van het Huis Oranje-Nassau kan de wimpel met de vlag gevoerd worden.
De lengte van een wimpel is meestal iets groter dan de diagonaal van de vlag.
De wimpel deelt nooit in rouwbetoon. Vroeger werd bij overlijden van een lid van het Koninklijk Huis de vlag halfstok gevoerd en mocht de wimpel in top blijven. In de vlaginstructies afgegeven door de minister-president bij het sterven van Z.K.H. prins Claus, H.M. koningin Juliana en Z.K.H. prins Bernhard was de oranje wimpel niet opgenomen.
De kleur van de oranje wimpel is in 1958 vastgelegd in het normblad NEN 3203.

### Overige wimpels
De Nederlandse provincies hebben ieder een eigen wimpel. Deze hebben echter geen officiële status waardoor er voor die wimpels geen vlaginstructie geldt. Ze kunnen dus altijd worden gehesen. Vooral aan de vlaggenstok van vrijstaande woningen in Friesland hangt vaak een wimpel met het patroon van de vlag van Friesland. Zie de lijst van vlaggen van Nederlandse deelgebieden voor een overzicht van de Nederlandse provinciale wimpels.
In geval van een bijzondere en vreugdevolle familieaangelegenheid - geboorte, eerste communie of huwelijk - kan een witte wimpel naast de nationale vlag gehesen worden.
Bij vierdagen en gelegenheden van de Rooms-Katholieke Kerk en/of de Nederlandse Kerkprovincie kan een wit-gele wimpel met de vlag gevoerd worden. Voorbeelden: de keuze van een paus, de wijding van een bisschop, de bediening van het vormsel in de parochie door een bisschop.

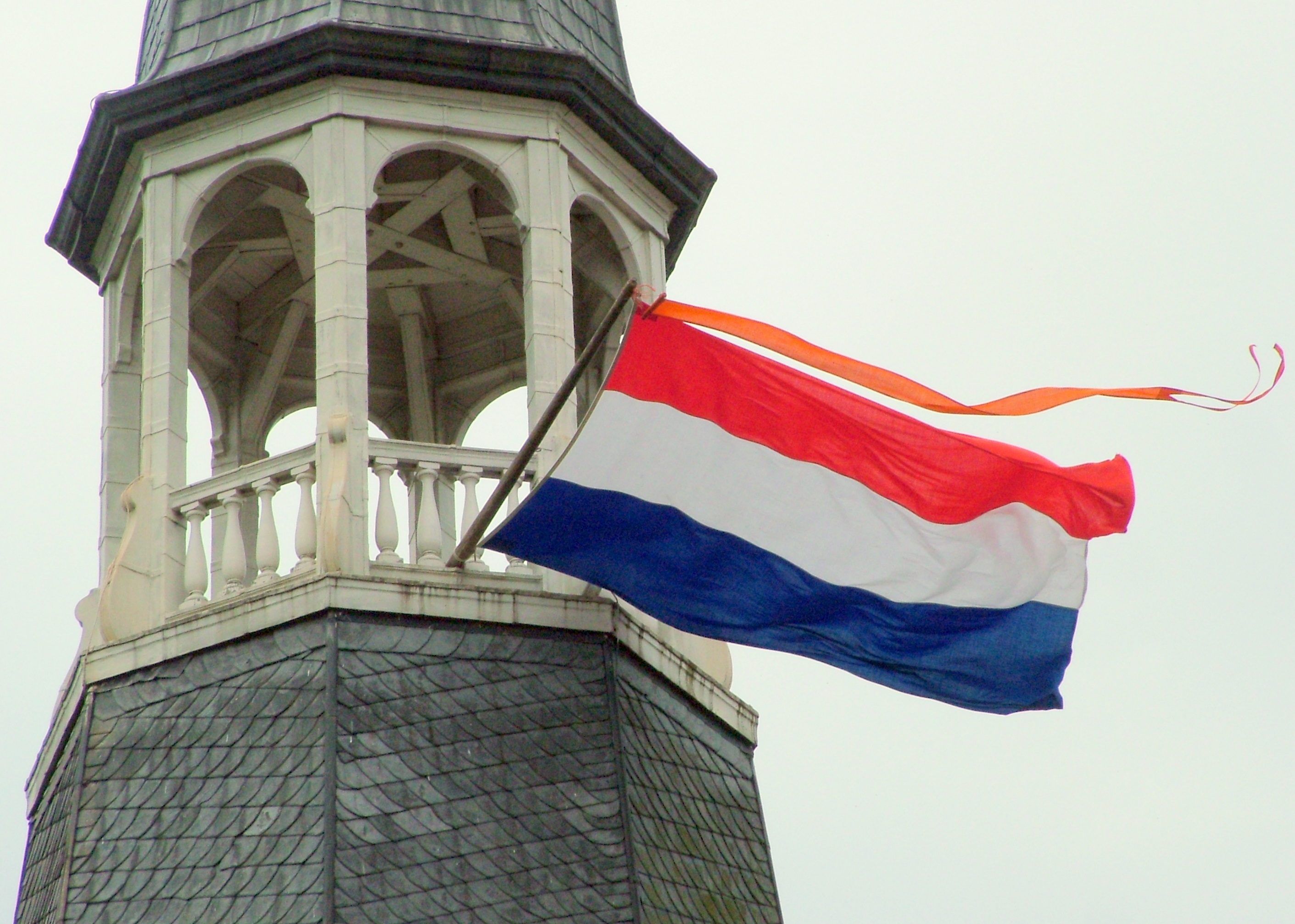
Vlag en oranje wimpel
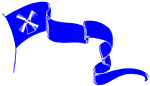
Blauwe Molenwimpel, nodigt bezoekers vriendelijk uit binnen te komen

## Rouw
Sommige vlaggen of standaarden kunnen volgens protocol uitsluitend in top worden gehesen; halfstok vlaggen als teken van rouw is dan niet mogelijk. Om toch rouw te tonen kan boven zo'n vlag of standaard een zwarte wimpel worden gevoerd. Dit gebeurde onder andere op 23 juli 2014 tijdens een dag van nationale rouw bij de standaard van koning Willem-Alexander.
Hoofdartikel: Vlaggen van de wereld      Portaal: Vlaggen en wapens
Vlaggen van A tot Z · Historische vlaggen · Handelsvlaggen van de wereld · Marinevlaggen van de wereld · Vlaggen van staten met beperkte erkenning · Vlaggen van internationale organisaties · Vlaggen van gebieden met separatistische of irredentistische bewegingen · Vlaggen van hoofdsteden · Vlaggenlijsten per land · Vlaggen van afhankelijke gebieden · Vlaggen van subnationale entiteiten · Vlaggen van gemeenten · Vlaggen van micronaties · Taalvlag
Zie ook: Vexillologie · Vlag · Vlaginstructie · Wimpel